# خاص‌کوی (اردهان)
خاص‌کوی (به ترکی استانبولی: Hasköy، به ارمنی: Խասքեյ) یک منطقهٔ مسکونی در ترکیه است که در اردهان واقع شده‌است.